# Rockworld TV
Rockworld TV war ein britischer Fernsehsender, der sich auf Musik spezialisierte und dabei den sogenannten Underground abzudecken versuchte.
Der Sender wurde von Sky Digital auf dem Kanal 378 ausgestrahlt und war auch im Internet empfangbar. Obwohl der Sender offiziell nur von 18 Uhr bis zum Morgen ausgestrahlt wurde, waren auf dem Programmplatz ansonsten Ausschnitte aus dem Programm zu sehen, die nur gelegentlich durch Teleshopping-Sendungen unterbrochen wurden. Der Sender wurde 24 Stunden am Tag ausgestrahlt.
Rockworld TV zeigte verschiedene Konzertvideos von populären Metalbands, aber auch Musik der Schwarzen Szene, so unter anderem von Machine Head, Nightwish, Killing Joke, Electric Eel Shock und Pitchshifter. Außerdem wurden Interviews ausgestrahlt. Einige Konzerte wurden auch auf Musikfestivals wie dem Bulldog Bash mitgeschnitten.
Neben dem Musikprogramm wurden auch Zeichentrickserien und Animes wie Cromartie High School und Gilgamesh, die Amateur-Horrorshow Dave Vanian’s Dark Screen und die Fetischsendung Peek-A-Booausgestrahlt. Moderatoren des Senders waren Jane Gazzo und Lenore.
Rockworld TV war der Nachfolger von Redemption TV, der 2005 auf dem Musicians Channel ausgestrahlt wurde.
Am 18. November 2009 wurde Rockworld TV aus dem Programm von Sky Digital genommen. Am 18. Dezember 2009 wurde der Sender über Sky EPG ausgestrahlt, jedoch wurde das Programm auf zwei Stunden gekürzt und war lediglich als Platzhalter gedacht. Im Februar 2000 wechselte der Sender dann zu Alexander Poultney Limited. Die letzte Sendung wurde am 29. März 2010 ausgestrahlt. Anschließend übernahm Lava TV, ein Musiksender, der sich auf Indie- und Alternative Rock spezialisiert hat, den Sendeplatz.